# Popowka (Fluss)
Die 356 km lange Popowka (russisch Поповка) ist ein linker Nebenfluss der Kolyma in Sibirien (Russland, Asien).
Die Popowka entspringt in den östlichen Ausläufern des Polargebirges (russisch Полярный хребет) im Osten der Republik Sacha (Jakutien), fließt dann in einem breiten Tal nach Norden und mündet schließlich, bereits auf dem Territorium der Oblast Magadan, in die Kolyma. Das Einzugsgebiet umfasst 8350 km².